# Balneari Vil·la Engràcia
El Balneari Vil·la Engràcia és un balneari del municipi de l'Espluga de Francolí inclòs en l'Inventari del Patrimoni Arquitectònic de Catalunya.

## Descripció
A començament de segle i al voltant de la Masia Blanca i de la Font del Ferro, coneguda i estudiada des del S. XVII es va crear un complex hoteler-balneari que amb el nom de vil·la Engràcia inclou el "Gran Hotel" Balneari Vil·la Engràcia, i posteriorment l'Hotel "La Capella", L'Hotel del Centre, L'Hotel Francolí, etc.
El parc i la vegetació dels voltants donarà suport a l'ordenació i urbanització del conjunt que construirà posteriorment els xalets del Parc, els xalets Villa Engràcia, l'Hotel Francolí, etc. Al voltant de la Font del Ferro i de la Font de la Magnèsia es construïren, els edificis portificats destinats als banys i altres aplicacions hidroteràpiques (avui desapareguts). Una part del balneari és avui ocupada per l'Alberg Jaume I per a joves que depèn de la Generalitat de Catalunya.
La disposició dels xalets i hotels al llarg de la carretera, els parcs, jardins i fonts que l'organitzen el fan un conjunt interessant com a exemple de vil·la balneària del nostre país.
Edifici de cos central bastit a finals XIX amb balustrada i porxo fets d'obra vista. Al conjunt s'hi afegiren annexes una plaça porxada pels volts dels anys 20, quan la capacitat de l'edifici originari es feu estreta. Durant la Guerra Civil feu la funció d'hospital i un cop consolidat el franquisme passà a dependre de la secció femenina. Amb l'adveniment de la democràcia, des de l'any 1976 passà a dependre del servei de la Joventut de la Generalitat.

## Història
A començament de segle i al voltant de la Masia Blanca i de la Font del Ferro, coneguda i estudiada des del segle xvii, es va crear un complex hoteler-balneari que, amb el nom de Villa Engràcia inclou el Gran Hotel "Villa Engràcia"; tot això envoltat d'un fullat parc i jardí que es manté avui en dia amb petites modificacions d'aspecte i de funcionament.